# Ghikaea
Ghikaea é um género botânico pertencente à família Orobanchaceae.